# Bahalkeh-ye Nafas
Bahalkeh-ye Nafas (persiska: بهلكه نفس) är en ort i Iran.   Den ligger i provinsen Golestan, i den norra delen av landet, 300 km öster om huvudstaden Teheran. Bahalkeh-ye Nafas ligger 39 meter över havet och antalet invånare är 301.
Terrängen runt Bahalkeh-ye Nafas är platt, och sluttar norrut. Runt Bahalkeh-ye Nafas är det ganska tätbefolkat, med 129 invånare per kvadratkilometer. Närmaste större samhälle är ‘Alīābād-e Katūl, 12,7 km söder om Bahalkeh-ye Nafas. Trakten runt Bahalkeh-ye Nafas består till största delen av jordbruksmark.